# Prowincja Maryland
Prowincja Maryland (ang. Province of Maryland) – nazwa angielskiej kolonii w Ameryce Północnej. Prowincja Maryland istniała od 1632 do 1776 roku, gdy trzynaście kolonii utworzyło Stany Zjednoczone Ameryki.

## Powstanie kolonii
Mimo że pierwszym właścicielem prowincji Maryland był Cæcilius Calvert, drugi baron Baltimore, kolonia powstała głównie dzięki staraniom jego ojca George’a Calverta. George Calvert interesował się kolonizacją Nowego Świata co najmniej od 1609 roku, gdy zainwestował w Kompanię Wirgińską. W roku 1620, został właścicielem plantacji na Nowej Fundlandii, z której w 1623 roku powstała kolonia Avalon, i którą odwiedził kilka lat później. Surowy klimat wyspy, którego osobiście doświadczył, skłonił go w sierpniu 1629 roku do napisania listu do króla Karola I Stuarta z prośbą o nadanie mu ziemi w Wirginii położonej w bardziej sprzyjającym klimacie. George’em Calvertem, który około 1625 roku ogłosił publicznie, że jest katolikiem, kierowały powody nie tylko ekonomiczne, lecz również religijne. Wizją Calverta było stworzenie w Nowym Świecie kolonii, w której katolicy uniknęliby prześladowań religijnych powszechnych w tym czasie w Anglii.
Starania George’a Calverta zostały uwieńczone sukcesem dopiero kilka tygodni po jego śmierci 15 kwietnia 1632 roku, gdy prowincja nazwana Maryland (łac. Terra Mariæ) na cześć królowej angielskiej Henrietty Marii Burbon została oficjalnie nadana 20 czerwca 1632 roku jego synowi, Cæciliusowi Calvertowi.
W przeciwieństwie do innych kolonii, statut Maryland precyzyjnie określał granice prowincji. Północna granica wyznaczona była na czterdziestym równoleżniku szerokości geograficznej północnej. Granice zachodnia i południowo-zachodnia przebiegały najpierw wzdłuż południka do źródeł rzeki Potomak, a następnie wzdłuż zachodniego brzegu rzeki do zatoki Chesapeake. Południowa granica przebiegała od ujścia Potomaku na wschód przez zatokę Chesapeake i obecny półwysep Delmarva do Atlantyku. Wreszcie na wschodzie, kolonia była ograniczona brzegami Atlantyku, zatoki Delaware i rzeki Delaware. W momencie nadania prowincja była większa niż obecny stan Maryland i w jej granicach znajdował się obecny stan Delaware, znaczna część obecnego stanu Pensylwania, a także tereny obecnie znajdujące się w stanie Wirginia Zachodnia.

## Pierwsi osadnicy
Pierwszy właściciel prowincji, Cæcilius Calvert, który pierwotnie planował wyruszyć do nowej kolonii wraz z pierwszymi osadnikami, ostatecznie zmienił zdanie, mianując jej gubernatorem swojego brata, Leonarda Calverta. Pod jego przywództwem 22 listopada 1633 roku na pokładach dwóch statków Ark (pl. Arka) i Dove (pl. Gołąb) kilkuset osadników opuściło brzegi Anglii w kierunku Nowego Świata, docierając 25 marca 1634 roku do wyspy St. Clement's (obecnie wyspa Blakistone's Island) u ujścia Potomaku. Koloniści natychmiast nawiązali kontakt z pobliskimi Indianami, kupując od nich 27 marca 1634 roku znaczną połać ziemi wraz z wioską, którą nazwali St. Mary’s i która jest najstarszym miastem i pierwszą stolicą Maryland.

Położenie wyspy Kent na mapie obecnego stanu Maryland

Podczas gdy stosunki pierwszych kolonistów z lokalnymi Indianami były i pozostały przyjazne, spotkali się oni ze znaczną opozycją ze strony kolonistów z Wirginii pod przywództwem Williama Claiborne'a. Claiborne, który w 1631 roku założył faktorię na wyspie Kent w zatoce Chesapeake, na terenie prowincji nadanej Calvertowi nie zamierzał mu jej odstępować. Konflikt ulegał stopniowej eskalacji i 23 kwietnia 1635 przy ujściu rzeki Pocomoke miała miejsce pierwsza w historii bitwa morska na wodach śródlądowych Ameryki, w której koloniści z Maryland pokonali oddział z Wirginii. Nie zakończyło to jednak całkowicie konfliktu, który z przerwami trwał przez kolejne dwie dekady.